# UFC 252
UFC 252: Miocic vs. Cormier 3 foi um evento de MMA produzido pelo Ultimate Fighting Championship no dia 15 de agosto de 2020, no UFC Apex, em Las Vegas, Nevada.

## Background
A organização tinha como plano principal que o evento ocorresse nesta data em Dublin, Irlanda. Entretanto, foi anunciado em Junho que o evento seria adiado devido à pandemia do COVID-19.
Uma luta pelo cinturão peso pesado do UFC entre o atual campeão Stipe Miocic e o ex-campeão peso pesado e ex-campeão peso meio-pesado do UFC Daniel Cormier é esperada para servir como luta principal. Ambos lutadores se enfrentaram pela primeira vez em 7 de julho de 2018 no UFC 226 onde Cormier, então campeão meio-pesado do UFC, retornou ao pesado pesado para se tornar campeão ao nocautear Miocic no primeiro round. O segundo confronto ocorreu em 17 de agosto de 2019 no UFC 241, quando Miocic conquistou de volta o cinturão ao nocautear Cormier no quarto round.
Uma luta no peso galo entre Pedro Munhoz e o ex-campeão peso leve do UFC Frankie Edgar foi marcada para o UFC on ESPN: Kattar vs. Ige. Em 6 de julho, foi anunciado que Munhoz havia testado positivo para COVID-19, e estava fora da luta contra Edgar. A luta foi remarcada para este evento.
Uma revanche no peso meio-pesado entre Magomed Ankalaev e Ion Cuțelaba é esperada para ocorrer neste evento. Ambos lutadores se enfrentaram pela primeira vez no UFC Fight Night: Benavidez vs. Figueiredo, onde Ankalaev venceu com um controverso nocaute.

## Resultados
Nota 1 Pelo Cinturão Peso Pesado do UFC.

## Bônus da Noite
Os lutadores receberam $50.000 de bônus:
- Luta da Noite:  Kai Kamaka III vs.  Tony Kelley
- Performance da Noite:  Virna Jandiroba e  Daniel Pineda